# Paradentalium pistis
Paradentalium pistis is een Scaphopodasoort uit de familie van de Dentaliidae. De wetenschappelijke naam van de soort is voor het eerst geldig gepubliceerd in 1940 door Winckworth.